# Henk Loonstra
Henk Loonstra (13 oktober 1968) is een voormalig Nederlands voetballer die van 1992 tot 1994 onder contract stond bij FC Zwolle. Hij speelde als middenvelder.

## Statistieken
| Seizoen | Club      | Land      | Competitie     | Wed. | Goals |
| ------- | --------- | --------- | -------------- | ---- | ----- |
| 1992/93 | FC Zwolle | Nederland | Eerste divisie | 20   | 2     |
| 1993/94 | FC Zwolle | Nederland | Eerste divisie | 1    | 0     |
| Totaal  | Totaal    | Totaal    | Totaal         | 21   | 2     |